# Ismaele Mario Castellano

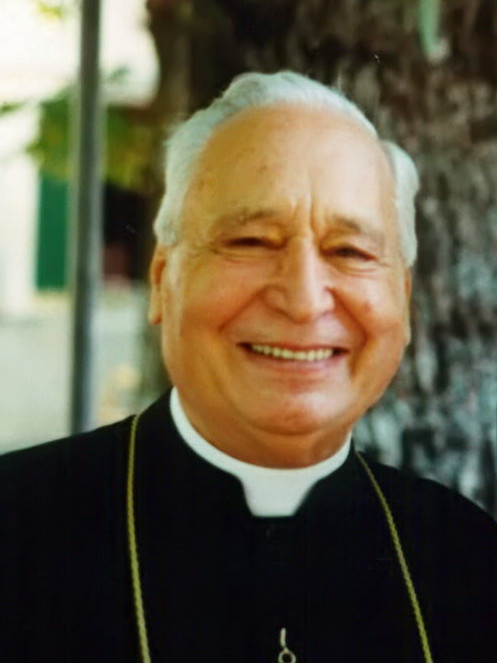
Ismaele Mario Castellano, 1991

Mario Ismaele Castellano OP (* 22. September 1913 in Borgo d’Oneglia bei Imperia, Ligurien, Italien; † 12. April 2007 in Siena) war Erzbischof des Erzbistums Siena-Colle di Val d’Elsa-Montalcino im italienischen Siena.

## Leben
Mario Ismaele Castellano trat der Ordensgemeinschaft der Dominikaner bei und empfing am 5. Juli 1942 die Priesterweihe. 1954 wurde er von Pius XII. zum Bischof des Bistums Volterra bestellt, 1956 in Ruhestand versetzt und zum Titularerzbischof von Colossae ernannt. 1961 wurde er zum Erzbischof von Siena bestellt sowie 1975 zum Bischof von Colle di Val d’Elsa und 1978 zum Bischof von Montalcino. Nachdem 1986 die drei Bistümer vereinigt wurden, erfolgte die Ernennung zum Erzbischof von Siena-Colle di Val d’Elsa-Montalcino. 1989 wurde seinem Rücktrittsgesuch durch Johannes Paul II. stattgegeben.
1970 gründete Castellano die Internationale Vereinigung der Katharinaten und er war 1979 Mitbegründer des Laienordens Militia Templi, deren Bischofspatron (Vescovo prottetore) er war.
Alessandro Natta, Sekretär des PCI, der ebenfalls in Oneglia geboren wurde, war sein Cousin ersten Grades.